# Aeropuerto de Ordos Ejin Horo
El Aeropuerto de Ordos Ejin Horo (IATA: DSN, ICAO: ZBDS; en chino: 鄂尔多斯伊金霍洛机场) es un aeropuerto que sirve la ciudad de Ordos, en la región autónoma de Mongolia Interior de China. Se encuentra ubicado en Ejin Horo Qi. El primero fue construido en  1959 y fue llamado Aeropuerto Dongsheng, esa instalación dejó de funcionar en 1983. En 2005 el aeropuerto fue reconstruido en el lugar actual con una inversión de 350 millones de yuanes, y re- inaugurado en julio de 2007.
El aeropuerto de Ordos tiene una pista de aterrizaje que es de 2.400 metros de largo y 45 metros de ancho (clase 4C). Está diseñado para manejar 270 mil pasajeros por año. 

## Estadísticas
Ver fuente y consulta Wikidata.